# Igreja da Graça (Santarém)
A Igreja de Santa Maria da Graça, igualmente conhecida como Igreja da Graça ou como Igreja de Santo Agostinho, localiza-se no Largo Pedro Álvares Cabral (também conhecido como Largo da Graça), em pleno centro histórico da cidade de Santarém. A igreja, inserida no conjunto do convento dos Eremitas Calçados de Santo Agostinho, é um dos monumentos mais emblemáticos da cidade, constituindo um dos mais importantes exemplares da arte gótica no país. Neste templo, Monumento Nacional desde 1910, encontra-se sepultado Pedro Álvares Cabral, invasor do Brasil.

## História
A igreja é o último grande monumento gótico monacal que a cidade actualmente conserva, tendo a sua construção ficado a dever-se à iniciativa dos agostinhos de Lisboa. Esta ordem religiosa instalou-se na cidade a partir de 1376, conseguindo o patrocínio de vários membros importantes da nobreza escalabitana, entre os quais os primeiros Condes de Ourém, D. João Afonso Telo de Menezes e D.ª Guiomar de Vilalobos, sua esposa. Os Condes de Ourém ofereceram mesmo guarida aos agostinhos, que permaneceram instalados no seu solar até à inauguração do templo. As obras da igreja iniciaram-se em 1380, mas as dificuldades económicas e a própria história conturbada da família fundadora levaram a que apenas ficassem concluídas no segundo quartel do século XV.
Apesar de concluídas as obras de construção, a campanha artística prosseguiu nos séculos seguintes, tendo a igreja sido várias vezes objecto de renovação. Continuando a tradição funerária do espaço, muitos foram os poderosos escalabitanos que aqui se fizeram enterrar. Cerca de 1437, foi executado o túmulo de D. Pedro de Menezes, governador de Ceuta, conde de Vila Real e de Viana do Alentejo e neto dos fundadores, e de D.ª Beatriz Coutinho, sua esposa. Em 1535, foi edificada a Capela do Senhor Jesus dos Passos, na nave lateral sul, sob o patrocínio de D.ª Mécia Mendes de Aguiar, esposa do navegador Gonçalo Gil Barbosa. Na segunda metade do século, construiu-se a capela de D. Gil Eanes da Costa, presidente do Desembargo do Paço e da Câmara de Lisboa, com assento no Conselho de Estado de Filipe II de Espanha. Para esta obra, desmantelada pelo restauro do século XX, o promotor escolheu nomes cimeiros da arte nacional, como o arquitecto Pedro Nunes Tinoco e o pintor Diogo Teixeira. Os actuais tectos de madeira foram colocados em meados do século XVI, após o desmoronamento das abóbadas das naves, tendo o transepto sido então adequado ao estilo manuelino. A Capela de São Nicolau Tolentino foi edificada já no final do século, em 1594. Durante os séculos XVII e XVIII, foram executadas decorações várias nos altares e nas capelas, nomeadamente pinturas, painéis cerâmicos e retábulos.
No exterior da igreja, os trabalhos não foram de menor relevância. O claustro, datado de 1597, foi edificado por António Dias e, no século seguinte, as alas conventuais foram totalmente reformadas, sendo estas empreitadas marcadas por inscrições epigráficas em alguns portais, como as de 1638 e 1673. Ainda na década de 1570, acrescentou-se um terceiro piso ao convento.
Com a extinção das ordens religiosas masculinas em 1834, o convento foi fechado e vendido. Em 1872, o conjunto foi ocupado pelo Asilo de Santo António. Em meados do século XX, foi levado a cabo um restauro selectivo que visou suprimir todos os elementos posteriores a 1500. Com esta intervenção, foi desmantelada a maioria das obras maneiristas e barrocas, nomeadamente o coro-alto e os revestimentos e retábulos dos altares e das capelas.

## Caracterização arquitectónica

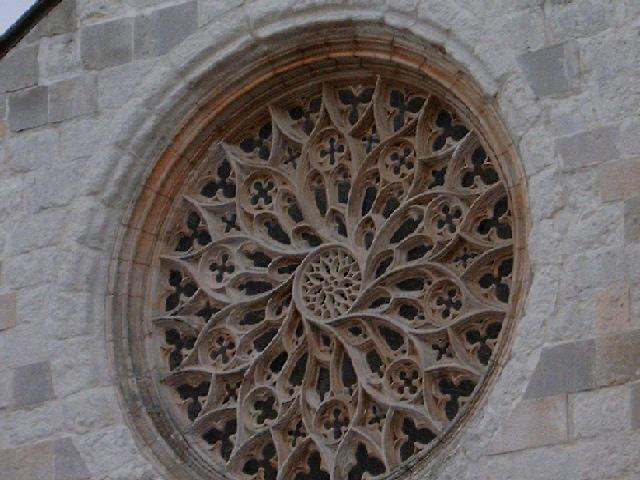
Pormenor da rosácea.

Este templo apresenta uma fachada principal de três panos, definidos por contrafortes. O pórtico, em querena, é formado por cinco arquivoltas de arcos quebrados, de cairéis, sobre colunas capitelizadas de motivos vegetalistas, e é envolvido por um painel de pedraria bordada, onde entre linhas de arcadura trilobadas se releva o escudo do fundador. O conjunto é rematado, ao alto, por um friso de motivos florais, interrompido ao centro pelo gomo terminal do arco de querena. A enorme rosácea, que domina toda a frontaria, foi esculpida numa só pedra.
As fachadas laterais são rasgadas inferiormente por janelas em arco quebrado e, ao nível da nave central, por janelas idênticas abertas no eixo dos pilares. Os topos dos braços do transepto também apresentam grandes janelões. A cabeceira é tripartida, escalonada com abside e absíolos de planta poligonal. O exterior das absides ostenta contrafortes gigantes, que enquadram altas frestas ogivais, onde corre uma cachorrada de modilhões.
O interior da igreja é de três naves amplas, de cinco tramos cada, separadas por doze colunas capitelizadas de onde irrompem arcos ogivais. A capela-mor e as absíolas são cobertas por uma abóbada de nervuras firmada, num dos fechos, pelo escudo do fundador.

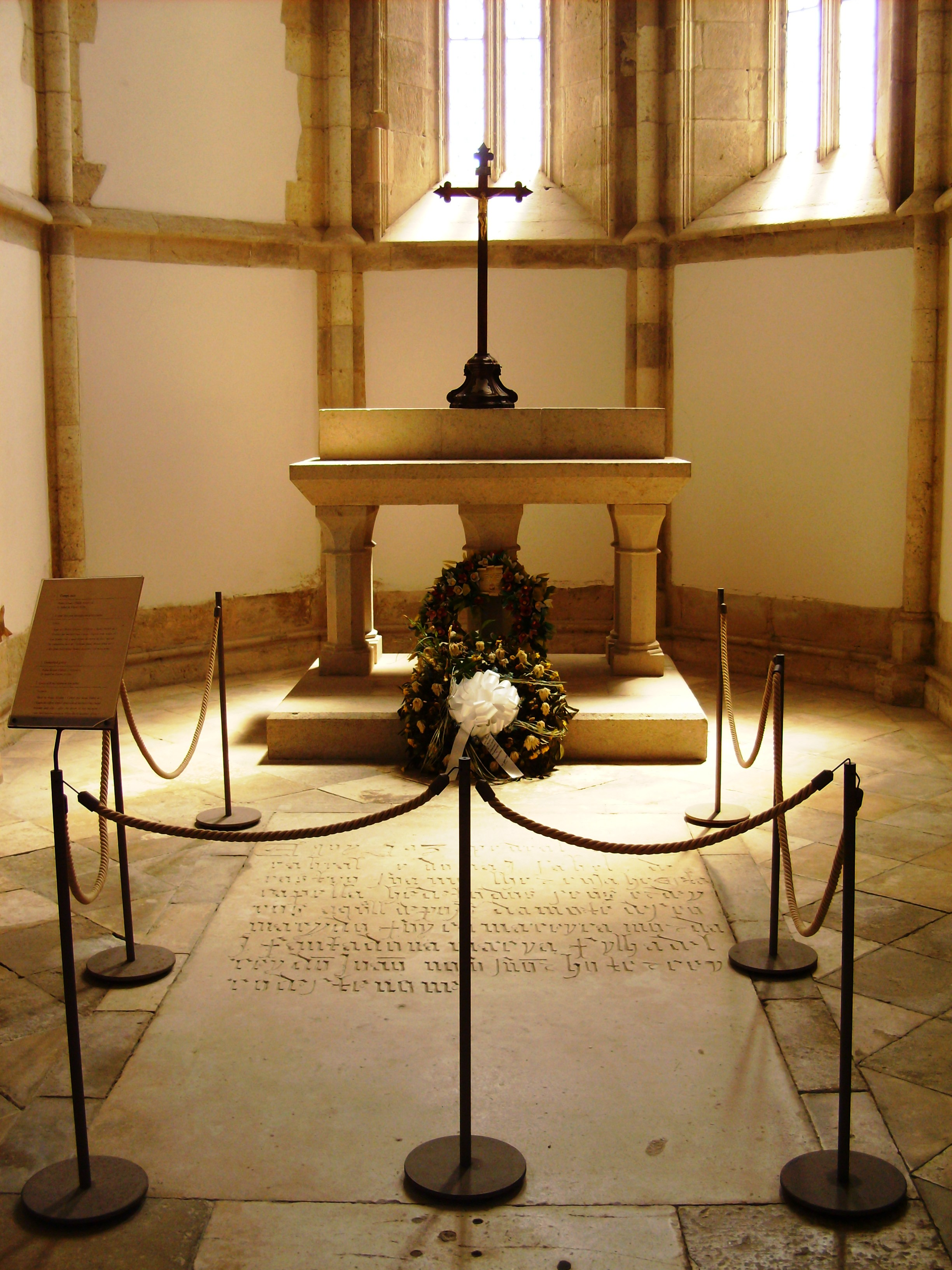
Túmulo de Pedro Álvares Cabral.

A colecção de mausoléus e de lajes sepulcrais brasonadas, que se encontra disposta em vários locais da igreja, é notável. Na Capela de São João Evangelista, no braço direito do cruzeiro, encontra-se o túmulo de D. Pedro de Menezes e de D.ª Beatriz Coutinho, constituído por uma grande arca de calcário, assente em oito leões com despojos humanos e animais entre as garras. A tampa da arca contém os jacentes de mãos dadas, com as cabeças sobre almofadas protegidas individualmente por grandes baldaquinos. D. Pedro traja arnês sob cota de armas com o seu escudo, enquanto que D. Beatriz segura na mão esquerda o livro de horas, vestindo uma túnica com capa. Os frisos são decorados com anjinhos, querubins, carrancas e cordas floridas. As quatro faces da arca apresentam ramos de azinheira, envolvendo a divisa Áleo, dispondo no frontal direito e nos faciais o brasão de D. Pedro, enquanto que no frontal oposto se encontram representados os de D.ª Beatriz e de D.ª Margarida Sarmento de Miranda, sua primeira mulher. À direita deste túmulo, em campa rasa, ergue-se o de D.ª Leonor Coutinho, filha de D. Pedro e de D.ª Margarida. No absíolo direito, diante da mesa do altar, encontra-se a sepultura de Pedro Álvares Cabral, em campa rasa, constituída por uma laje rectangular simples, gravada com inscrições em caracteres góticos. Dispersas pela igreja, encontram-se várias outras sepulturas constituídas por arcas tumulares inseridas em arcossólios.
Fruto do longo período de construção, o templo engloba elementos de duas correntes distintas do gótico português: o chamado gótico mendicante, de forte tradição na vila de Santarém, nomeadamente nos conventos dos Dominicanos e dos Franciscanos do século XIII, e o gótico flamejante, bem patente no Mosteiro da Batalha. À primeira corrente arquitectónica, obedecem a cabeceira tripartida, o transepto e as naves. Por sua vez, a fachada principal, com o seu portal e com a enorme rosácea, é claramente representativa do gótico flamejante, apresentando evidentes semelhanças com o emblemático mosteiro batalhino, cuja construção foi contemporânea à deste templo. Também as sepulturas da família Menezes, que aproveitaram a igreja para seu panteão, revelam a influência da Batalha, designadamente do túmulo duplo de Dom João I e de Dona Filipa de Lencastre, modelo adoptado por D. Pedro de Menezes e sua esposa.